# شیرزاد احمدی‌نژاد
شیرزاد احمدی‌نژاد، معترض ۴۱ ساله که ۲۶ بهمن به دست نیروهای اطلاعات سپاه ارومیه بازداشت شده بود، چهارشنبه ۲۴ اسفند در بازداشتگاه این نهاد اطلاعاتی زیر شکنجه کشته شد.

## دستگیری
احمدی‌نژاد روز چهارشنبه ۲۶ بهمن (۱۵ فوریه) به همراه یک شهروند دیگر اهل بوکان به نام خالق محمدنژاد توسط نیروهای اطلاعات سپاه پاسداران بازداشت و به بازداشتگاه این نهاد امنیتی در ارومیه منتقل شده‌اند. از سرنوشت خالق محمدنژاد اطلاع دقیقی در دسترس نیست.
قابل ذکر است که شیرزاد احمدی‌نژاد در نوزدهمین روز بازداشت یک تماس کوتاه تلفنی با خانواده‌اش داشته و آنها را مطلع کرده که در بازداشتگاه اطلاعات سپاه ارومیه حضور دارد.

## کشته شدن
نهادهای امنیتی، ۲۳ اسفند ۱۴۰۱ با خانواده احمدی‌نژاد تماس گرفته و اعلام کرده‌اند که برای آزادی موقت شیرزاد وثیقه بیاورید، اما ۲۴ اسفند ۱۴۰۱ به آنها گفته‌اند که شیرزاد جانش را از دست داده و دلیل مرگش را سکته قلبی عنوان کرده‌اند.
یکی از اعضای خانواده شیرزاد احمدی‌نژاد می‌گوید: «ما از طریق منابع خود مطلع شده‌ایم که شیرزاد زیر شکنجه جانش را از دست داده و نهادهای امنیتی تاکنون حاضر به تحویل پیکر شیرزاد به خانواده نشده‌اند».